# This game
«This game» es el sexto sencillo de la artista Japonesa Konomi Suzuki. Fue publicado por Media Factory el 21 de mayo de 2014.

## Visión general
Es el primer sencillo de Konomi Suzuki en 2014, en aproximadamente 6 meses de diferencia con su anterior sencillo «AVENGE WORLD/Sekai wa Kizu wo Dakishimeru». Fue publicado en dos formas: la primera edición limitada con DVD (ZMCZ-9306) y la edición regular solo con CD (ZMCZ-9307).
La canción fue designada como tema de apertura del anime No Game No Life. El sitio web Lis Ani! clasifica el tema «This game» como «una canción con sonido de banda que canta con fuerza y con un gran objetivo en la cima del mundo del canto, como el héroe que gana en el mundo del juego, y el piano es una canción que vive de manera poderosa y hermosa».
«This game» tiene el mismo sonido y letra que la canción utilizada en la parte principal del anime No Game No Life, pero con una versión y estilo de canto diferente, por lo que son estrictamente distintos. La versión de «This game» utilizada en la parte principal del anime está registrada como la canción del mismo nombre en el álbum completo «NO SONG NO LIFE», que es una colección de canciones de No Game No Life.
Además de «Delighting», la primera edición también incluyó una versión de la canción «Burning Chaos by the Sun». La edición limitada incluye otra versión de la canción «Cyber Thunder Cider». Además del PV, el DVD también contiene un video documental de la primera canción de Suzuki.
Aunque la música y la letra de «Delighting» incluidas en la versión normal son similares a la canción principal, su estilo y tono son completamente diferentes. Por otro lado, la letra de «Burning Chaos by the Sun» es la misma, pero con un sonido metálico pesado. Para lograr este estilo de sonido con death metal melódico, el equipo de producción invitó especialmente a la banda de metal activa en Italia «Disarmonia Mundi», Ettore Rigotti y Claudio Ravinale participaron en la creación, ésta es también la primera vez que el equipo de producción ha contratado a una banda extranjera para ayudar en la creación.